# Epilace
Epilace je akt odstranění nežádoucích chloupků nebo vlasů z lidského těla včetně zničení vlasového kořínku. Tím se zásadně liší od depilace, kterou se odstraňují pouze viditelné části chloupků. Epilace je oblíbená pro svůj dlouhodobý efekt, takže ji není nutné opakovat tak brzo oproti holení.

## Druhy epilace
- Mechanická – mechanická epilace se nejčastěji provádí epilačním strojkem, voskem nebo cukrovou pastou
- Dlouhodobá (trvalá) – principem trvalé epilace je odstranění chloupku a zamezení jeho opětovnému růstu

### Mechanická epilace
Mechanickou epilací chápeme způsob odstraňování chloupků vytržením i s kořínkem. Výsledky tohoto způsobu epilace jsou až 3 týdny. Nejčastěji se provádí epilačním strojkem, který je vybaven určitým množstvím malých pinzet. Pro mechanickou epilaci lze použít i voskové pásky nebo cukrovou pastu.

### Trvalá epilace
Trvalá epilace se provádí pomocí speciálních nástrojů či přístrojů, které odstraní chloupky včetně kořínků nikoliv mechanicky, ale pomocí určitého záření či laserového paprsku. Díky speciálnímu systému chlazení pokožky bezprostředně před laserovým impulsem a po něm je ošetření takřka bezbolestné. Paprsek laseru proniká k vlasovým cibulkám a vyvolává jejich tepelnou destrukci.

## Způsoby trvalé epilace
Epilaci je možné provést různými způsoby. Většina z nich však vyžaduje návštěvu specializovaného kosmetického zařízení. Jednotlivé způsoby se také liší v míře efektivity a délce účinku.
Epilátor
Ruční přístroj zefektivňující mechanické vytrhávání chloupků.
Epilační jehla
Používá se pouze pro lokální epilace, nejčastěji v oblasti obličeje. Jedná se o poměrně pracný, zdlouhavý a bolestivý proces. Jeho výhodou je vysoká účinnost a takřka nulové riziko vzniku nežádoucích pigmentových skvrn. Metoda funguje na principu elektrolýzy. Elektrický proud zasáhne kořínek chloupku a tím ho naruší. Při dostatečném počtu opakování dojde k úplnému zničení centra růstu chloupku.

### Epilace cukrovou pastou
Epilace cukrovou pastou se používá pro všechny části těla. Jedná se o metody, kdy se cukrová pasta nanese na část těla a po jejím zaschnutí se pás strhne. Touto metodou se též odstraňují chloupky na intimních partiích, které mohou být na jiné způsoby epilace citlivé. Této metodě odstraňování chloupků z intimní oblasti se říká brazilská depilace. V Evropě se pod tímto pojmem chápe i takové odstranění chloupků, které není kompletní, ale část ochlupení se v intimní oblasti ponechává. Protože tyto partie těla jsou velmi citlivé, používá se pro brazilskou depilaci právě cukrová pasta, která nepoškozuje jemnou pokožku ani sliznice intimních oblastí.

### Chemická epilace
Trvalá redukce většiny chloupků v oblasti obličeje, končetin, zad, podpaží a třísel. Během zákroku dochází k nahromadění pigmentu, proto je zakázáno se nejméně dva měsíce po zákroku slunit, jinak hrozí vznik pigmentových skvrn.
Fotoepilace (IPL)
Pro domácí použití jsou určeny přístroje, které se nazývají IPL epilátory. Ty zajišťuje trvalé odstranění ochlupení plošným způsobem působením intenzivního pulzního světla (IPL), které naruší vlasový folikul a na daném místě už chloupek znovu nevyroste. Zákrok je třeba podstoupit opakovaně, neboť je přístroj zaměřen spíše na zpomalení růstu chloupků než na jejich zničení.
Epilace laserem
Na specializovaném kosmetickém pracovišti se provádí epilace laserem. Často mylně označovaná jako laserová depilace. Laserový paprsek o přesně dané frekvenci je pohlcen vlasovým folikulem, který se v důsledku zásahu laserem rozpadne. Při ošetření dochází k odstranění těch chloupků, které jsou v daný okamžik aktivní růstové fázi, proto daný chloupek už znovu nevyroste. Epilaci laserem je třeba pravidelně opakovat. Nejčastěji se jedná o 5–7 procedur, v některých případech o 8 a více opakování. Vyšší počet opakování bývá většinou nutný při odstraňování chloupků z obličeje, při hormonálních poruchách, anebo v případě epilování jemných a světlých chloupků z tmavé pleti. Mezi jednotlivými návštěvami se pak doporučuje odstup přibližně 6 týdnů.

## Nevýhody epilace
Nevýhodou je vysoká cena všech trvalých epilačních metod. Zdravotní rizika jsou minimální, pokud epilaci provádí odborník. V případě chybného ošetření mohou vznikat po epilaci jizvičky (u epilační jehly) nebo může dojít ke spálení kůže. Ke spálení kůže dochází v případě špatného nastavení laseru, nebo také v případě, že hlavice laseru nemá chladicí koncovku. Chladicí koncovka kontinuálně ochlazuje kůži na teplotu okolo 2 °C, díky tomu je ošetřovaná oblast chráněna před popálením. Pokud zájemce o epilaci trpí nějakým chronickým onemocněním, např. cukrovkou, měl by se poradit se svým lékařem, která metoda epilace je vzhledem k jeho zdravotním omezením vhodná.

## Kulturní význam epilace
Chloupky na těle žen se v posledních letech stávají čímsi nepatřičným a ženy, které tento trend ignorují, bývají často terčem posměchu. Některé ženy pomocí neupraveného ochlupení vyjadřují svoje feministické postoje.
Epilace intimních partií provozovaly ženy již ve starověkém Egyptě. Módu úpravy ochlupení v podpaží odstartovala v roce 1915 firma Wilkinson Sword svou kampaní, ve které lobbovala za osobní hygienu. V současnosti si podle průzkumů chloupky odstraňuje až 80 % mladých žen.